# Esmeril

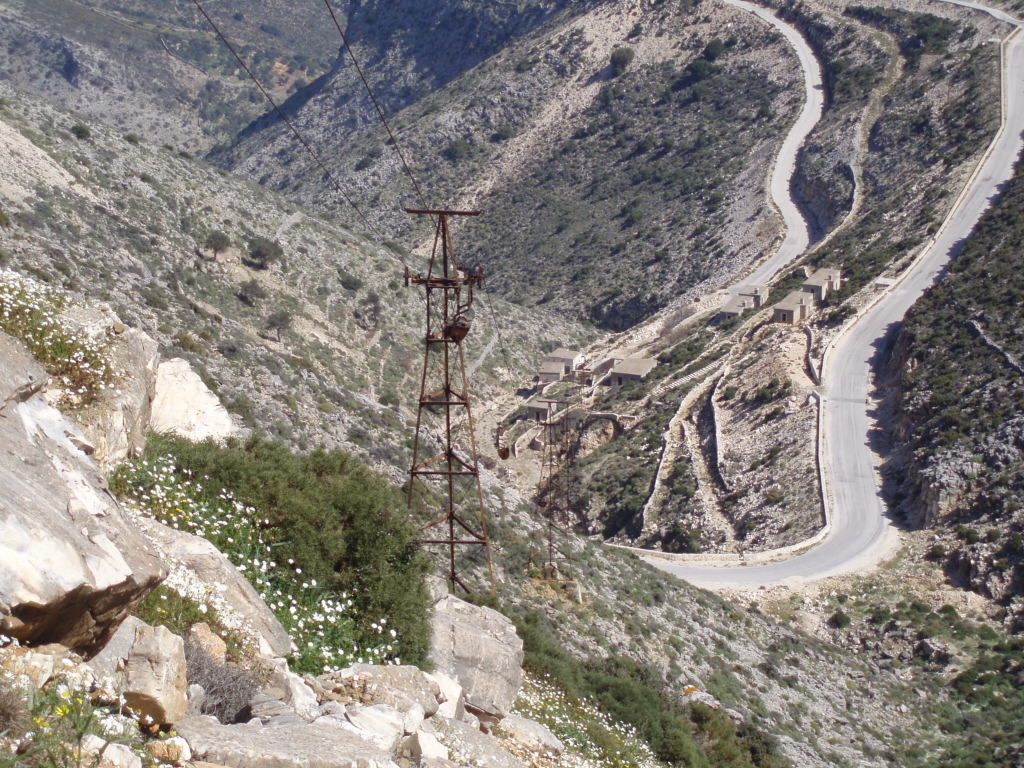
Mina de esmeril en la isla de Naxos.

El esmeril es una roca muy dura  utilizada para cortar. Está compuesto mayoritariamente del mineral corindón (óxido de aluminio), mezclado con otras variedades como espinelas, hercinita y magnetita y también rutilo (titania).[cita requerida] El esmeril industrial puede contener una variedad de otros minerales y compuestos sintéticos como la magnesia, mullita y sílice. Se usa para hacer piedras de afilar (esmeriladoras), papel esmeril y tela esmeril y con ellas pulimentar y dar brillo a madera, metales y piedras preciosas, etc.[cita requerida]

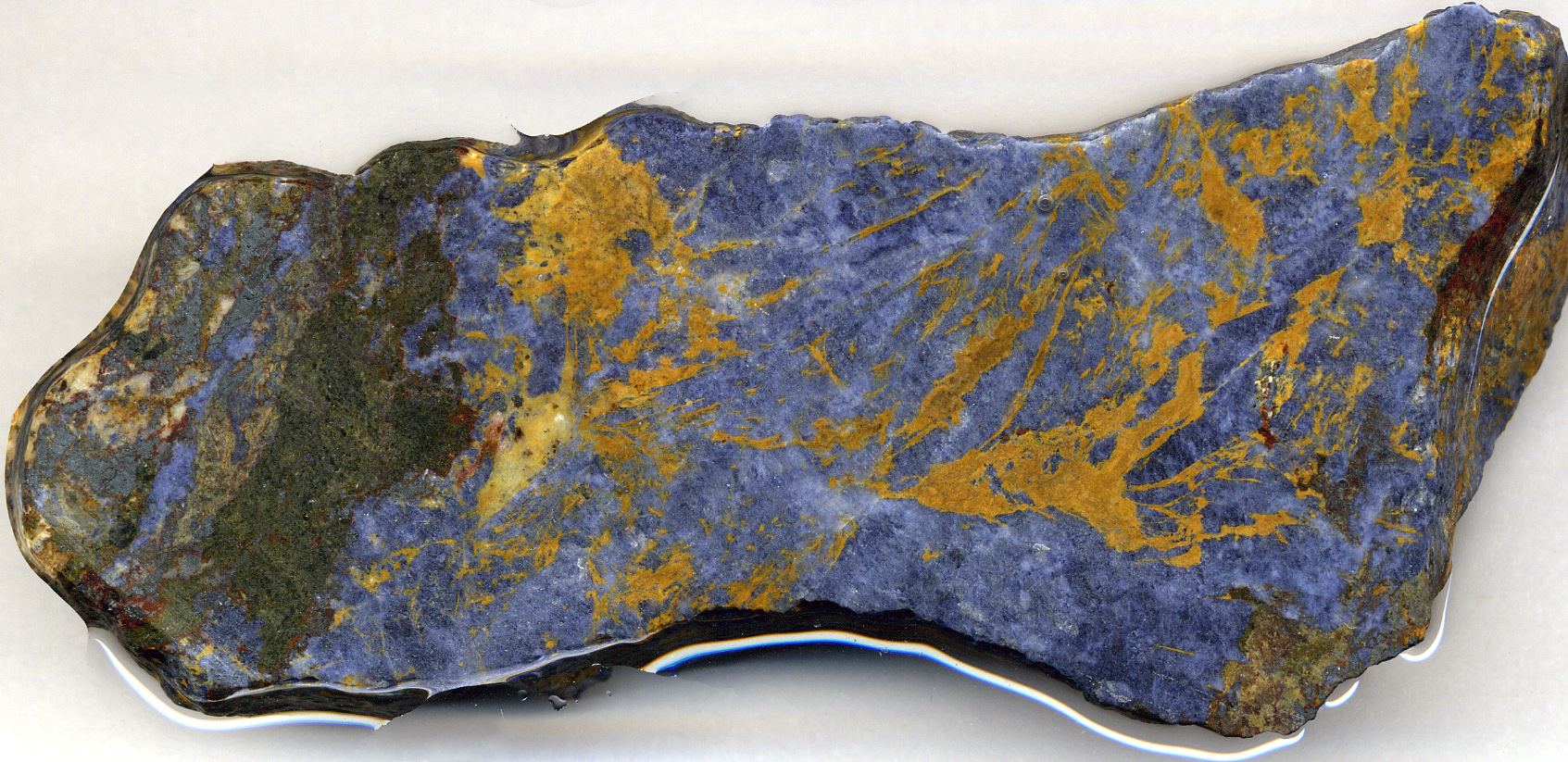
Corundita de los depósitos de esmeril de Naxos. El corindón es azul o zafiro. Losa húmeda, 10 cm de ancho.

Es de color negro o gris oscuro, menos denso que el corindón marrón translúcido con una densidad relativa de entre 3.5 y 3.8. Debido a que puede ser una mezcla de minerales, no se puede asignar una dureza de Mohs definida: la dureza del corindón es de 9 y la de algunos minerales del grupo de la espinela es alrededor de 8, mientras la dureza de otros minerales como la magnetita es alrededor de 6.
Es común dar a estas piedras forma de disco para ser montadas en máquinas rotatorias, la mayoría de las veces eléctricas y que se clasifican según su potencia, voltaje, amperaje, tipo de conexión: estrella, triángulo. Sus dos funciones principales son: desbastar y pulir. Para ello se utilizan piedras, de diferentes clases, piedras duras para materiales blandos y  piedras blandas para materiales duros.[cita requerida] Se debe tener en cuenta que la dureza de una piedra tiene estrecha relación con el aglomerante y no con la calidad del grano abrasivo en sí.